# Principe d'équivalence
Ce principe ne doit pas être confondu avec le principe de relativité, qui concerne les référentiels, mais pas les masses.
On énumère en général trois principes d'équivalence : le principe « faible », celui d'Einstein et le principe « fort ».
Le premier est le constat empirique de l'égalité entre la masse inertielle et la masse gravitationnelle : toutes les particules test non chargées suivent la même trajectoire quelle que soit leur masse, à partir de mêmes vitesse et position initiales.
Albert Einstein présente le second principe comme une « interprétation » du premier en termes d'équivalence locale entre la gravitation et l'accélération (elles sont localement indistinguables) ; c'est un élément clé de la construction de la relativité générale. Formellement, il revient à affirmer que, pour une particule test, les lois de la physique sont identiques dans tous les référentiels en chute libre, quelle que soit leur position ou vitesse initiale.
Le principe d'équivalence fort généralise le principe d'équivalence d'Einstein et affirme qu'il est valide localement pour les objets massifs, et pas seulement pour une particule test.
Les vérifications expérimentales et observationnelles de ces principes doivent permettre, par leur précision croissante, d'éliminer les théories de la gravitation non conformes à la réalité sur ces points précis.
Remarques terminologiques

Certains auteurs distinguent, au sein du principe d'équivalence faible, deux principes, à savoir : d'une part, le « principe d'équivalence de Galilée » selon lequel la chute libre des corps est universelle ; et, d'autre part, le « principe d'équivalence de Newton » selon lequel la masse gravitationnelle est égale à la masse inertielle.

Certains auteurs qualifient le principe d'équivalence d'Einstein de « principe d'équivalence fort » ; ils qualifient alors le principe d'équivalence fort de « principe d'équivalence ultra-fort »,.

## Principe d'équivalence faible
Le principe d'équivalence faible est un constat expérimental, jamais démenti et aux conséquences théoriques aussi bien que pratiques, élevé au rang de principe car inexpliqué (par un principe plus simple ou plus naturel). Le principe d'équivalence faible dit que la masse inertielle et la masse gravitationnelle sont égales quel que soit le corps (en fait il s'agit de leur proportionnalité, mais de cela on déduit qu'avec un bon choix d'unités de mesure, on obtient leur égalité).
La conséquence de ce principe est que tous les corps soumis à un même champ de gravitation (et sans aucune autre influence extérieure, donc dans le vide) chutent simultanément quand ils sont lâchés simultanément, quelles que soient leurs compositions internes.
Ce constat de la simultanéité des chutes a été fait dès Galilée. Isaac Newton par sa loi universelle de la gravitation a montré que cela était équivalent à l'égalité entre masse inertielle et masse gravitationnelle, et a expérimenté cette égalité à l'aide de la comparaison des fréquences de balanciers constitués de matériaux différents.
Par la suite, de multiples expérimentateurs ont testé cette égalité, réduisant toujours plus l'écart possible entre ces deux masses.
| Expérimentateur          | Année     | Méthode | Résultat |
| ------------------------ | --------- | --- | --- |
| Simon Stevin             | ~1586     | Laisser tomber des boules de plomb de poids différents | Pas de différence détectée |
| Galileo Galilei          | ~1610     | Faire rouler des boules le long d'un plan incliné | Pas de différence détectée |
| Isaac Newton             | ~1680     | Mesure des périodes de pendules pesants de masses et de matières différentes, mais de même longueur | Pas de différence détectée |
| Friedrich Wilhelm Bessel | 1832      | Même méthode que Newton | Pas de différence détectée |
| Loránd Eötvös            | 1908      | Balance à torsion : mesure de la torsion d'un fil, auquel est suspendue une tige aux extrémités de laquelle sont placées deux masses identiques, soumises à la gravité et à la rotation de la Terre sur elle-même. | La différence est plus petite que 1 pour 109 |
| Roll, Krotkov et Dicke   | 1964      | Balance à torsion, avec des masses en aluminium et en or | La différence est plus petite que 1 pour 1011 |
| David Scott              | 1971      | Lâcher d'un marteau et d'une plume sur la Lune | Pas de différence détectée. L'expérience est célèbre car elle est filmée et est la première du genre sur la Lune : vidéo ci-dessus.                                                    |
| Branginsky et Panov      | 1971      | Balance à torsion, avec des masses en aluminium et en platine | La différence est plus petite que 1 pour 1012 |
| Eöt-Wash                 | 1987–     | Balance à torsion, avec différentes matières. | La différence est plus petite que 1 pour 1012 |
| Satellite MICROSCOPE     | 2016-2018 | accéléromètre mis en orbite héliosynchrone | La différence est plus petite que 1 pour 0,5 × 1014 (résultats partiels de décembre 2017) La différence est plus petite que 1 pour 2,7 × 1015 (résultats définitif de septembre 2022). |

### Détermination expérimentale de la proportionnalité
L'équivalence entre masse inerte et masse grave est parfois appelée « principe d'équivalence galiléen », ou la version faible du principe d'équivalence. La conséquence la plus directe de ce principe se rencontre en effet dans la loi de la chute libre, dont l'étude par Galilée l'a conduit à dégager la notion d'inertie, étude à l'occasion de laquelle il a pu constater que la loi de la chute était indépendante de la masse des corps et de leur nature. En termes modernes, si une masse pesante {\displaystyle m_{p}} est placée dans un champ gravitationnel {\displaystyle {\vec {g}}}, elle subit une force {\displaystyle \scriptstyle {\vec {F}}=m_{p}.{\vec {g}}}, et y répond par une accélération {\displaystyle \scriptstyle {\vec {F}}=m_{i}.{\vec {\gamma }}}, impliquant cette fois-ci sa masse inerte {\displaystyle m_{i}}. Si l'expérience montre que la loi du mouvement est la même pour tous les corps, indépendamment de leur nature, c'est donc que l'accélération {\displaystyle {\vec {\gamma }}} est la même pour tous, et donc :
{\displaystyle {\vec {\gamma }}={\frac {m_{p}}{m_{i}}}{\vec {g}}.}
Cette équation signifie que dire : « le rapport de la masse grave à la masse inerte est une constante » est équivalent à dire que : « ils tombent suivant la même loi dans un champ gravitationnel donné ». Ce constat expérimental est effectivement ce qui permet d'énoncer une loi universelle de la gravitation.

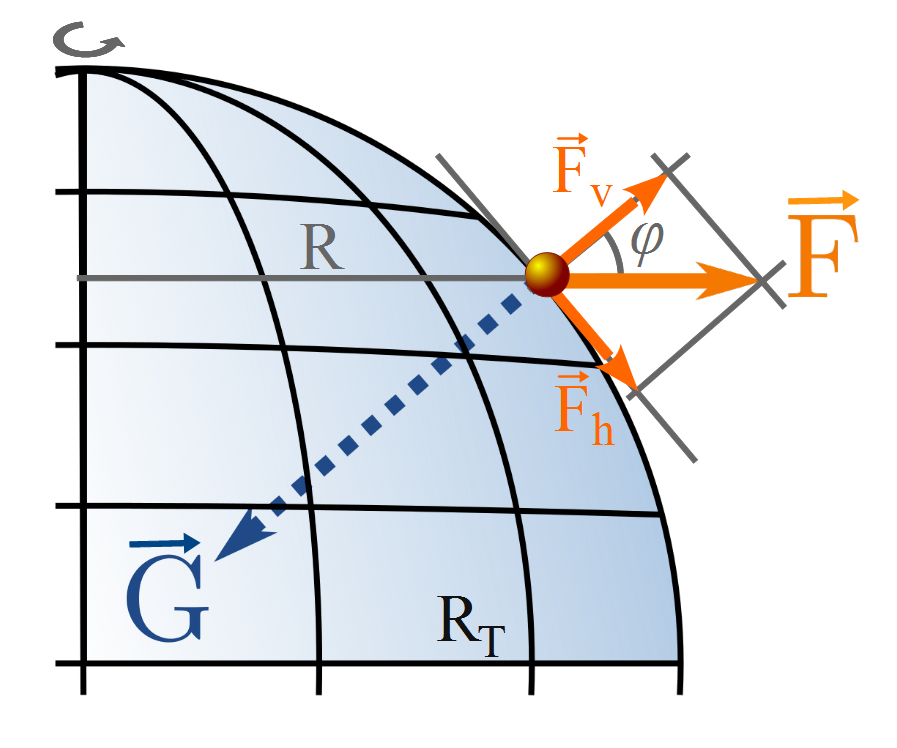
Équilibre des forces dans l'expérience de Loránd Eötvös.
Si les forces verticales sont équilibrées (à la balance) et que le rapport entre masse inerte et masse grave n'est pas constant, alors les forces horizontales seront déséquilibrées, se manifestant par un couple sur la balance de torsion.

Des expériences bien plus précises ont été réalisées par le baron Loránd Eötvös, en 1889, à partir d'une balance de torsion. L'idée à la base de son expérience est que le champ de pesanteur en un lieu sur Terre est (au premier ordre) la somme de deux composantes : une composante gravitationnelle, dépendant de la masse pesante et dirigée vers le centre de la Terre, et une composante centrifuge, dépendant de la masse inerte et dirigée perpendiculaire à son axe de rotation. Si donc masse inerte et masse pesante ne sont pas toujours strictement proportionnelles, la direction de la verticale doit être légèrement différente pour deux corps de nature différente. Dans ce cas, une balance de torsion dont le bras est orienté en est-ouest subira un couple tendant à le tourner au contraire dans l'orientation nord-sud, cet effet étant maximum aux latitudes de l'ordre de 45°. Avec cette méthode, Eötvös a pu montrer l'égalité des deux masses à 10-9 près.
Une autre démonstration de cette égalité se fonde sur la remarque que la loi du mouvement des corps en orbite dépend à la fois du paramètre gravitationnel standard et du rapport entre masse inerte et masse grave du satellite. Le fait que tous les satellites autour de la Terre suivent le même mouvement démontre également l'égalité des deux masses ; de même, une inégalité se traduirait par un couple tendant à faire tourner les satellites hétérogènes, qui n'est pas non plus observé.
Même si ces deux grandeurs sont a priori conceptuellement distinctes, tous les résultats expérimentaux indiquent donc qu'elles sont toujours directement proportionnelles entre elles, avec un même coefficient de proportionnalité, pour toutes les matières expérimentées. À notre échelle, cette équivalence semble évidente, et l'égalité {\displaystyle m_{g}/m_{i}=1} est aujourd'hui démontrée expérimentalement à 10-15 près.
En outre, dans ce cas, il n'y a pas de raison de considérer que masse inerte et masse grave sont deux grandeurs physiques indépendantes. Puisque le rapport entre elles est constant, c'est en fait la proportionnalité de ces grandeurs qui est vérifiée, indépendamment de la nature du corps. Dès lors, il s'agit d'une grandeur physique unique se manifestant par deux phénomènes différents, et un choix d'unité approprié permet de poser que l'« inertie » est égale au « pondéral », c'est-à-dire que masse inerte et masse grave sont identiques. On se permet dès lors de parler de la masse d'un corps : en choisissant la même unité de mesure pour les deux masses, leur universelle proportionnalité (expérimentale) se traduit par leur égalité.

## Principe d'équivalence d'Albert Einstein
Le principe d'équivalence d'Einstein est ainsi désigné en l'honneur d'Albert Einstein (1879-1955) qui l'a énoncé, pour la première fois, en 1907, et le qualifiera, en 1920, d'« idée la plus heureuse de [s]a vie »,.
Le principe d'équivalence d'Einstein affirme que le principe d'équivalence faible est valide et que, localement, les effets d'un champ gravitationnel sont identiques aux effets d'une accélération du référentiel de l'observateur, pour une expérience n'utilisant pas la gravitation.
Il est équivalent de considérer qu'en tout point de l'espace il existe un référentiel localement inertiel, le référentiel en chute libre dans le champ de gravitation (et en l'absence de tout autre champ extérieur, donc dans le vide), qu'aucune expérience non-gravitationnelle locale ne peut distinguer d'un référentiel non soumis à la gravitation. Dans le cadre de la relativité générale, cela implique que ce référentiel est (localement) un espace de Minkowski.
On ajoute en général l'énoncé, très lié au principe de relativité, que l'expérience est indépendante du lieu et du moment où elle est faite.
Ce principe permet une extension du principe de relativité pour y inclure la gravitation, localement et sous la forme de référentiels accélérés. Grâce à lui, Einstein a fait le premier pas pour aller de la relativité restreinte à la relativité générale. C'est un des principes fondamentaux à l'origine de la théorie de la relativité générale.
Einstein le présente comme une interprétation du principe d'équivalence, appelé faible depuis, c'est-à-dire que le principe d'équivalence d'Albert Einstein donne une signification relativiste au principe d'équivalence faible, du point de vue de la relativité de la gravitation et de l'accélération. Cette interprétation se conçoit à l'aide de l'expérience par la pensée de l'ascenseur d'Einstein. Cette expérience de pensée n'utilise que des phénomènes mécaniques et ne peut donc être une justification du principe d'équivalence que pour eux.

### Décomposition
On peut décomposer ce principe en deux étapes :
- localement, les effets d'un champ gravitationnel sur une expérience de mécanique sont identiques aux effets d'une accélération du référentiel de l'observateur ;
- localement, les effets d'un champ gravitationnel sur une expérience de mécanique et d'électromagnétisme sont identiques aux effets d'une accélération du référentiel de l'observateur.

Seule la première étape est justifiée par l'expérience de pensée de l'ascenseur, l'inclusion de l'électromagnétisme est un postulat. En considérant la force faible et la force forte de la physique quantique, on peut réécrire ce principe de façon qu'il inclue les expériences au niveau quantique.
Ce principe est interprété comme un couplage universel entre le champ de gravitation et tous les autres champs « de forces » : aucun de ceux-ci ne permet d'introduire une distinction entre les effets de la gravitation et les propriétés de l'espace-temps.
Le principe d'équivalence d'Einstein regroupe trois conditions :
- le principe d'équivalence faible — ou l'universalité de la chute libre[12] — selon lequel la trajectoire d'un corps test neutre est indépendante de sa structure interne et de sa composition ;
- l'invariance de position locale selon laquelle le résultat de toute expérience ne faisant pas intervenir la gravitation est indépendant du lieu et de l'instant — c'est-à-dire du point-événement de l'espace-temps[11] — où l'expérience est effectuée[12] ;
- l'invariance de Lorentz locale selon laquelle le résultat de toute expérience ne faisant pas intervenir la gravitation est indépendant du mouvement du laboratoire pourvu qu'il soit en chute libre.

Le premier test de l'invariance de position locale est relié à l'effet Einstein. Le meilleur test de l'invariance de Lorentz locale est celui obtenu par l'expérience de Hughes-Drever.

### Conjecture de Schiff
La conjecture de Schiff affirme que toute théorie de la gravitation « complète et cohérente » et vérifiant le principe d'équivalence faible doit nécessairement vérifier le principe d'équivalence d'Einstein. L'éponyme de la conjecture est Leonard Schiff (1915-1971) qui l'a publiée en 1960,.
Les théories métriques de la gravitation postulent l'équivalence d'Einstein.
En revanche, certaines théories non-métriques de la gravitation introduisent un couplage entre la gravitation et l'électromagnétisme, et ne respectent pas le principe d'équivalence d'Einstein (sur des expériences d'électromagnétisme), tout en étant compatibles avec le principe d'équivalence faible, et semblent donc invalider la conjecture de Schiff. Des prédictions expérimentales ont été effectuées par Carroll et Fields en 1991 à partir de théories non-métriques et testées en 1994 par observation de la rotation de la polarisation de la lumière émise par des radio-galaxies lointaines. Ces observations n'ont pas mis en évidence une violation du principe d'équivalence d'Einstein.
Toutefois, la conjecture de Schiff n'est toujours pas considérée comme démontrée ni invalidée.

## Tests expérimentaux
Le principe d'Einstein incluant le principe faible, toute expérience sur ce dernier en est aussi une sur celui d'Einstein.
- Au début du XXe siècle, le principe d'équivalence est vérifié avec une précision de 10−6 par des expériences de chute libre sur Terre[22]. La précision est ensuite portée à 2 × 10−13 par l'emploi de balances de torsion[22]. En avril 2016 commence une expérience de chute libre à bord du satellite MICROSCOPE[23],[24], pilotée par le CNES et développée par l'ONERA[25] ; elle permet de porter l'incertitude relative à 2 × 10−14 en 2018, puis 2,7 × 10−15 en 2022[22].
- La possible variation de l'électromagnétisme suivant le champ de gravitation est testée par une recherche de la non-isotropie de la vitesse de la lumière : l'expérience de la NASA faite dans l'espace entre deux stations spatiales a montré qu'il y a isotropie[réf. nécessaire].
- La dépendance possible des lois de l'électromagnétisme envers la vitesse relative du référentiel a été testée par une recherche de la non-isotropie des niveaux d'énergie dans des particules. Les expériences faites entre 1960 et 1990 montrent que l'isotropie est respectée, avec une précision relative de 10−20[10].
- Le décalage des longueurs d'onde vers le rouge dû à la gravitation est une conséquence directe du principe d'équivalence d'Einstein. Les observations des phénomènes spatiaux sont en concordance avec les prévisions par le principe, avec une précision relative de 10−5[10].

## Principe d'équivalence fort
Le principe d'équivalence fort généralise le principe d'Einstein en affirmant que, localement, les effets d'un champ gravitationnel sur toute expérience, même portant sur la gravitation elle-même (comme l'expérience de Cavendish par exemple), sont identiques aux effets d'une accélération du référentiel de l'observateur.
Il est équivalent de considérer qu'en tout point de l'espace il existe un référentiel localement inertiel, le référentiel en chute libre dans le champ de gravitation (et en l'absence de tout autre champ extérieur), qu'aucune expérience (gravitationnelle ou non) ne peut distinguer d'un référentiel non soumis à la gravitation.
On ajoute en général l'énoncé, très lié au principe de relativité, que l'expérience est indépendante du lieu et du moment où elle est faite.
Pour ce principe, la notion de local est plus étendue que dans le principe précédent : on peut ainsi considérer que le système solaire dans son ensemble est une expérience gravitationnelle dans un référentiel à peu près inertiel nettement plus grand.

### Théories respectant ou pas le principe fort
La relativité générale respecte ce principe du fait que seule la métrique de l'espace-temps détermine le champ de gravitation.
La théorie de Brans et Dicke ne respecte pas ce principe car en plus de la métrique, un champ scalaire détermine la gravitation, et celui-ci ne peut être localement éliminé par un choix de référentiel : même dans un référentiel en chute libre, une expérience gravitationnelle est influencée par ce champ scalaire.
Les théories « à préalable géométrique » couplent la gravitation avec une donnée géométrique non-métrique, locale ou globale (telle qu'une coordonnée temporelle cosmologique, ce que rend possible l'hypothèse du Big Bang) : on conçoit qu'alors le champ de gravitation dépend du lieu ou du moment où il est considéré.
Il n'a pas été démontré rigoureusement que si le principe est respecté alors la gravitation ne dépend que de la métrique de l'espace. La relativité générale semble être la seule théorie métrique respectant le principe fort, mis à part la théorie de Gunnar Nordström datant de 1913, qui respecte la version gravitationnelle du principe fort, mais pas certains aspects du principe d'équivalence d'Einstein, par exemple la déviation de la lumière par la gravité.

### Effets du non-respect du principe fort
S'il y a non-respect du principe fort, alors la gravitation a des effets différents dans les différents référentiels qui sont inertiels pour le principe d'Einstein. Même le principe faible serait violé dans les référentiels qui ne seraient pas inertiels par rapport à l'Univers : ainsi le système solaire étant en chute libre dans un champ de gravitation (car seule la gravitation agit dessus), il peut être considéré comme un référentiel inertiel (pour le principe d'Einstein) et les expériences gravitationnelles qui y sont faites dépendent alors du champ de gravitation dans lequel il est plongé, en particulier cela doit pouvoir se détecter sur les expériences testant le principe faible pour des corps massifs (de masse non négligeable par rapport au champ gravitationnel environnant), et dans des mesures précises des mouvements des planètes, voire par une évolution (lente) de la constante gravitationnelle par rapport à l'âge de l'univers.
- L'effet Nordtvedt, prédit par K. Nordtvedt en 1968[28], dans le cas où le principe fort n'est pas respecté par la théorie métrique utilisée, dit que {\displaystyle \textstyle {\frac {m_{p}}{m}}=1-\mu _{N}{\frac {E_{g}}{m}}}, où {\displaystyle m_{p}} est la masse pesante (ou grave), {\displaystyle m} est la masse inertielle, {\displaystyle E_{g}>0} est l'énergie interne du corps (utilisée dans les interactions de ses composants) et {\displaystyle \mu _{N}} est un coefficient dont l'expression dépend de la théorie métrique. En relativité générale, on a {\displaystyle \mu _{N}=0}. Dans les tests du principe faible sur des corps de petite masse, on a {\displaystyle \scriptstyle E_{g}/m\;\leqslant \;10^{-27}} ; il est donc attendu qu'alors cet effet soit indétectable. Dans le cas d'objets astronomiques tels que le Soleil ou la Lune, on a {\displaystyle \scriptstyle E_{g}/m\;\approx \;10^{-6}} ou {\displaystyle 10^{-11}} ; une détection est alors envisageable[27].
- La dépendance des résultats expérimentaux de tests gravitationnels envers le référentiel en chute libre dans un champ de gravitation se manifesterait par des variations anisotropiques de la constante gravitationnelle dans l'approximation newtonienne et l'on doit alors observer des anomalies dans les mouvements des planètes du système solaire, voire de la Lune, des accélérations particulières dans les rotations des pulsars et quelques autres effets inattendus en mécanique newtonienne, effets tellement fins que seules des observations très précises et sur de longues périodes peuvent les détecter[27].
- La plupart des théories à champ scalaire prédisent une évolution de la constante gravitationnelle {\displaystyle G} en fonction de l'âge de l'Univers, suivant la formule {\displaystyle \textstyle {\frac {\dot {G}}{G}}\;\approx \;H_{0}}, où {\displaystyle H_{0}} est la constante de Hubble[27].

### Tests du principe fort

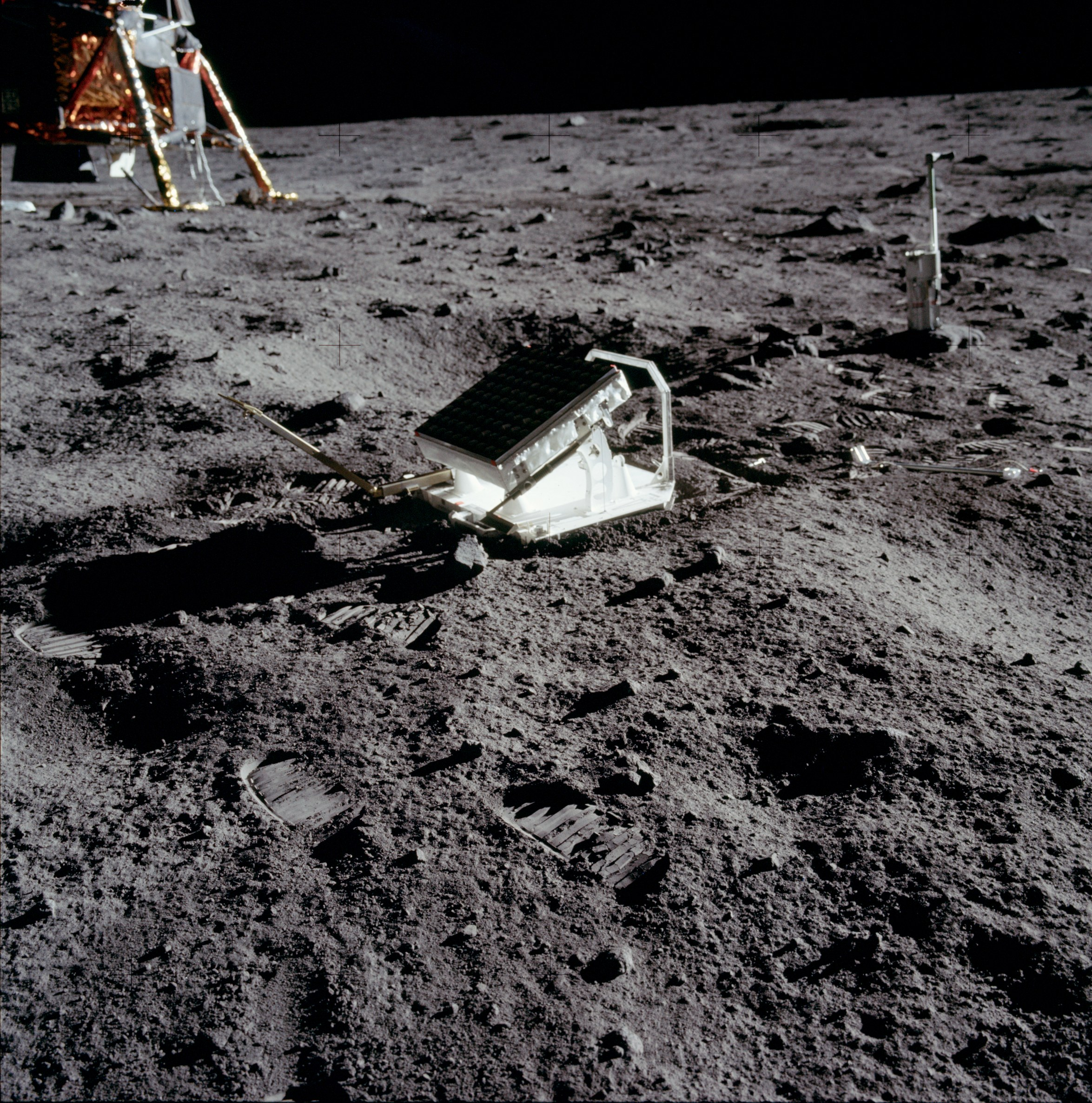
Le réflecteur du Lunar Laser Ranging déposé au cours d'Apollo 11.

La méthode la plus précise pour tester le principe fort est actuellement le Lunar Laser Ranging (LLR) réalisé par la NASA. L'expérience consiste à utiliser un réflecteur posé sur le sol lunaire (au cours d'Apollo 11 en 1969, suivi par d'autres réflecteurs déposés par Apollo 14 et Apollo 15) pour mesurer la distance Terre-Lune par des lasers avec une précision d'environ 2 cm (à comparer aux 384 400 km entre la Terre et la Lune), ainsi de petites variations peuvent être détectées. Actuellement, les données permettent de dire que {\displaystyle \textstyle -0,1.10^{-4}\;<\;\mu _{N}\;<\;9.10^{-4}\;,} et {\displaystyle \textstyle -5.10^{-13}\;<\;{\frac {\dot {G}}{G}}\;<\;13.10^{-13}} en année-1, ce qui conforte l'idée que le principe fort est respecté. De même, les mesures concernant des conséquences de variations spatiales et anisotropiques de la constante gravitationnelle se sont révélées inférieures aux incertitudes de mesures.
Afin d'affiner les mesures, la NASA envisage la mise en place d'une expérience similaire, mais plus complète, dénommée Apache Point Observatory Lunar Laser-ranging Operation (APOLLO).
Les observations de pulsars binaires n'ont pas donné des mesures plus précises,.

## Gravité quantique
Des recherches théoriques et expérimentales en gravité quantique amènent à envisager une révision du principe d'équivalence au niveau quantique car il semble que dans ce cadre « la chute des objets se fait par paliers dépendant de la masse »,.